# APOBEC3F
APOBEC3F‏ (Apolipoprotein B mRNA editing enzyme catalytic subunit 3F) هوَ بروتين يُشَفر بواسطة جين APOBEC3F في الإنسان.